# Electronic Entertainment Expo
Electronic Entertainment Expo（エレクトロニック・エンターテイメント・エキスポ、もしくはエレクトロニック・エンターテインメント・エキスポ）は、かつて米国のロサンゼルスで開催されていたコンピューターゲーム関連の見本市である。略称はE3。
米国の業界団体「Entertainment Software Association」の主催で毎年5月中旬もしくは6月中旬の間にロサンゼルス・コンベンションセンターを会場として1週間近くに渡って行われていた。基本的には流通向けの見本市という位置付けであり、入場できるのは業界関係者、即ち流通・ゲーム制作及び報道関係者に限られる。
E3の前身として、米国ではコンシューマー・エレクトロニクス・ショー（CES）でコンピューターゲームの展示会を行っていたが、家庭用TVゲーム業界からは不満が多かったため、CESから分離独立することになり、1995年に当時のInteractive Digital Software Association（ESAの前身）が協賛し第1回が開催された。

## 特徴
ファミコンブームに始まったテレビゲーム市場がSCEIのプラットフォーム参入を経て一大産業として確立してきた1995年に第1回を開催して以来、主にテレビゲーム分野の商品がターゲットとなっている。しかし近年ではコンピューターゲームの進歩とジャンル間のボーダーレス化により、PCゲームを含む視聴覚上のコンピューターゲーム全般が対象となっていた。
本来は米国内におけるクリスマスシーズンにかけての商材を流通側が検討するための展示会に過ぎないが、実質的には全世界のコンピューターゲーム娯楽市場の動向を占うものとなっていた。そのためE3における新作ゲームの発表と出展については、今後の市場影響力を左右するものとして各ゲームメーカーとも大変に重要視していた。E3での話題性を狙い綿密な戦略を練る結果として、E3には各社から重大な発表や人気の高い新作がぶつけられてくることが多かった。全世界のゲーム制作者やゲームファンもそれらのことを承知していて、E3の展示や報道に対しては多大な関心と注目が寄せられていた。
日本の任天堂は、CESA主催の東京ゲームショウには同団体の設立の経緯などの関係で2003年と2005年の基調講演、2018年の業界関係者向けの出展を除いて出展はしていないが、2023年に見送るまでE3には出展していた。

## 内容
通例3日間の会期に渡る展示会本番と展示会開始日前日に行われる各ゲームメーカーによる報道向け発表会、及び開始日前日から会期に平行して行われる各種カンファレンス（講演、ワークショップ、等）からなる。
報道向けの発表会は各ゲームメーカーがそれぞれに開いており、今後1年間の展望や方針、営業戦略やゲームタイトルの発売計画について述べる。ただしプラットフォームを抱える任天堂やSCEI、マイクロソフトなどの大手メーカーについては発表の時間帯が便宜上ずらされているようである。
展示会の会場では新作ゲームの体験版、今後発売予定のゲームについてのイメージ映像や開発中のゲームを収めたビデオ映像、などが出展される。
各ゲームメーカーのブースは趣向が凝らされ各社が命運を賭ける意気込みが伝わるものとなっているが、前述の通り流通向けのショーとしての性格が強いため、会場内に商談スペースなどが広く取られているのも特徴である。

## E3/Tokyo'96
1996年に一度だけE3が日本で開催されたことがある。同年11月1日から4日まで幕張メッセにて「E3/Tokyo'96」という名称でテレビ朝日などが主催者となり開催された。そもそもこれはソニー・コンピュータエンタテインメント主催のPlayStation EXPOとの併催という形だったが、同年8月から始まった東京ゲームショウとバッティングしたこともあり、国内・海外の主力ゲームメーカーの出展が少なく小規模な展示にとどまり、結果的に失敗に終わった。

## 開催実績
日程は現地時間。1997年と1998年、2007年を除いてロサンゼルス・コンベンションセンターで開催。
- E3 1995[4]
- E3 1996[4]
- E3 1997 会場: Georgia World Congress Center[4]
- E3 1998 1998年5月27日 - 5月30日、会場: Georgia World Congress Center[5]
- E3 1999 1999年5月13日 - 5月15日[6]
- E3 2000 2000年5月11日 - 5月13日[7]
- E3 2001 2001年5月17日 - 5月19日[8]
- E3 2002 2002年5月22日 - 5月24日[9]
- E3 2003 2003年5月14日 - 5月16日[10]
- E3 2004 2004年5月11日 - 5月14日[11]
- E3 2005 2005年5月18日 - 5月20日[12]
- E3 2006 2006年5月10日 - 5月12日[13]
- E3 Media and Business Summit 2007年7月11日 - 7月13日[14]
  - 2007年は、大規模な出展によるコストの増加やメーカーが個別に開催するイベントが増えたなどの理由で規模を大幅に縮小し、完全招待制の業界関係者のみによるイベントとなった[15]。名称も「E3 Media and Business Summit」と変更し、場所もカリフォルニア州サンタモニカに移して開催された[15]。
  - しかし、この極端な規模縮小は、「E3の地位を大幅に下げることになり、注目されなくなることから開催する意味がなくなる」という批判が集まった[16]。
- The 2008 E3 Media and Business Summit 2008年7月14日 - 7月17日[17]
- E3 2009 2009年6月02日 - 6月04日[18]
  - 2009年以降は、縮小前に相当する規模に戻して開催されている。
- E3 2010 2010年6月15日 - 6月17日[19]
- E3 2011 2011年6月07日 - 6月09日[20]
- E3 2012 2012年6月05日 - 6月07日
- E3 2013 2013年6月11日 - 6月13日
- E3 2014 2014年6月10日 - 6月12日
- E3 2015 2015年6月16日 - 6月18日
- E3 2016 2016年6月14日 - 6月16日
- E3 2017 2017年6月13日 - 6月15日
  - 2017年は2018年までに発売予定のコンピューターゲームのみの発表に留められた[要出典]。
- E3 2018 2018年6月12日 - 6月14日
- E3 2019 2019年6月11日 - 6月13日
  - オフラインイベントとしての開催は結果的にこの年が最後となった。
- E3 2020 中止
  - 当初2020年6月9日から11日に開催される予定だったが、世界的に流行した2019新型コロナウイルス（COVID-19 Virus）による感染拡大の影響を鑑みて、中止されることとなった[21]。
- E3 2021 2021年6月12日 - 6月15日
  - 2019新型コロナウイルス（COVID-19 Virus）による影響で、完全オンラインで開催された。
- E3 2022 中止
  - オンライン開催を含めて完全中止になった[22]。
- E3 2023 中止
  - 当初は2023年6月13日から16日にかけて開催される予定だった[23]。

## 終焉
開始以来、20年以上にわたり北米最大のゲーム関連展示会として注目を集めるイベントだったが、近年はプラットフォーマーや大手メーカーの不参加が相次いでいた。各メーカーは独自にオンラインイベントを行いユーザーに情報を届けるようになるなど、ゲームビジネスの変化もありE3の存在意義を問われる状況になっていた。2023年も当初は開催を予定していたが、プラットフォーマーである任天堂、ソニー、マイクロソフトが参加を見送ったこともあり開催にいたらなかった。
そして同年12月12日、主催団体のESAは公式サイトやSNSを通じてE3の終了を正式に発表した。